# Venusia biangulata
Venusia biangulata är en fjärilsart som beskrevs av Sterneck 1928. Venusia biangulata ingår i släktet Venusia och familjen mätare. Inga underarter finns listade i Catalogue of Life.